# Cec Linder
Cec Linder (10 de marzo de 1921 - 10 de abril de 1992) fue un actor de cine y televisión nacido en Polonia de nacionalidad canadiense. En las décadas de 1950 y 1960, desarrolló su carrera principalmente en el Reino Unido, normalmente interpretando personajes estadounidenses y canadienses en algunas películas y programas de televisión.
En televisión, es recordado por interpretar al Dr. Matthew Roney en la serie Quatermass and the Pit (1958–59). En cine, se le recuerda como el amigo del agente secreto James Bond, Felix Leiter, en Goldfinger (1964). Otra película famosa en la que participó fue Lolita (1962), como el Dr. Keegee. Falleció en 1992 a causa de complicaciones de enfisema.